# Фріна перед ареопагом
Фріна перед ареопагом (фр. Phryné devant l'aréopage — картина французького художника Жана-Леона Жерома. Формат — 80 × 128 см. Зберігається в Художньому музеї Гамбурга.

## Сюжет
Згідно з розповідями античних авторів (особливо Афінея), скульптор Пракситель зобразив богиню Афродіту оголеною, що само по собі було блюзнірством. Моделлю йому служила його кохана, гетера Фріна, що було блюзнірством подвійно. За іншою версією, Фріна виконувала роль Афродіти під час Елевсінських містерій, будучи голою перед народом.
Оратор Евфій (Евтіас), відкинутий шанувальник Фріни, звинуватив гетеру в безбожництві. Адвокат — відомий оратор Гіперід, побачивши, що його промова не призводить на суд особливого враження, зірвав з Фріни одяг. Краса справила таке враження на суддів, що її виправдали — адже згідно грецьким уявленням про прекрасне, настільки досконале тіло не могло приховувати недосконалу душу (концепція калокагатії).
Жером хоча і написав полотно на сюжет далекого минулого, але адресував його своїм сучасникам. Н. Вольф позначив естетичну програму цієї картини такою «що знаходиться на півдорозі між Енгром та Деларошем — учителем Жерома». Всередині картини було приховано додаткове протиставлення: в центрі композиції на вівтарі поміщена статуетка Афіни Паллади — богині мудрості, яку ніколи не зображували оголеною. На обличчах суддів були представлені всі можливі реакції на оголене жіноче тіло — від радісного захоплення та інтимного розчулення до страху і роздратування. Фігуру Фріни художник писав з моделі-сучасниці, а не її античних зображень. Іншими словами, Жером не епатував публіку, а щадив її консервативну частину: зображуючи сором'язливість героїні і свідомо відступаючи від античних джерел (Фріну судила геліея, а не ареопаг), він спробував відповідати нормам сучасної йому моралі.

## Критичне сприйняття
Думки критиків категорично розділилися. Едгар Дега вже у 1891 році обурювався:
Що ми можемо говорити про живописця, який представив Фріну перед ареопагом жалюгідною, соромливою дівчиною, яка закриває себе? Фріна не закривала себе, тому що нагота була джерелом її слави. Жером не розумів цього і зробив свій живопис, через нестачу розуміння, порнографічною картиною.
Навпаки, російський критик В. В. Стасов, який вельми скептично ставився до академізму, писав у статті «Художественные выставки 1879 года»:
Нет, посмотрите ещё раз на Фрину Жерома, старую знакомку: там и красота телесная, там и стыд в дрожащих коленках, ищущих одна другую; там даже пальцы на ногах, и те говорят: нам стыдно, и стараются как-нибудь согнуться и спрятаться; так и руки поднялись к лицу и закрыли его. Вот это я называю: художественное произведение, вот это я называю: чувство и выражение, вот это я называю: художник.
У 1889 році, відштовхуючись від картини Жерома, відомий живописець-академіст Генріх Семирадський створив своє полотно — «Фріна на святі Посейдона в Елефсіні». Він хотів створити чуттєвий твір, який, будучи еротичним, залишиться в рамках пристойності.

## Карикатура

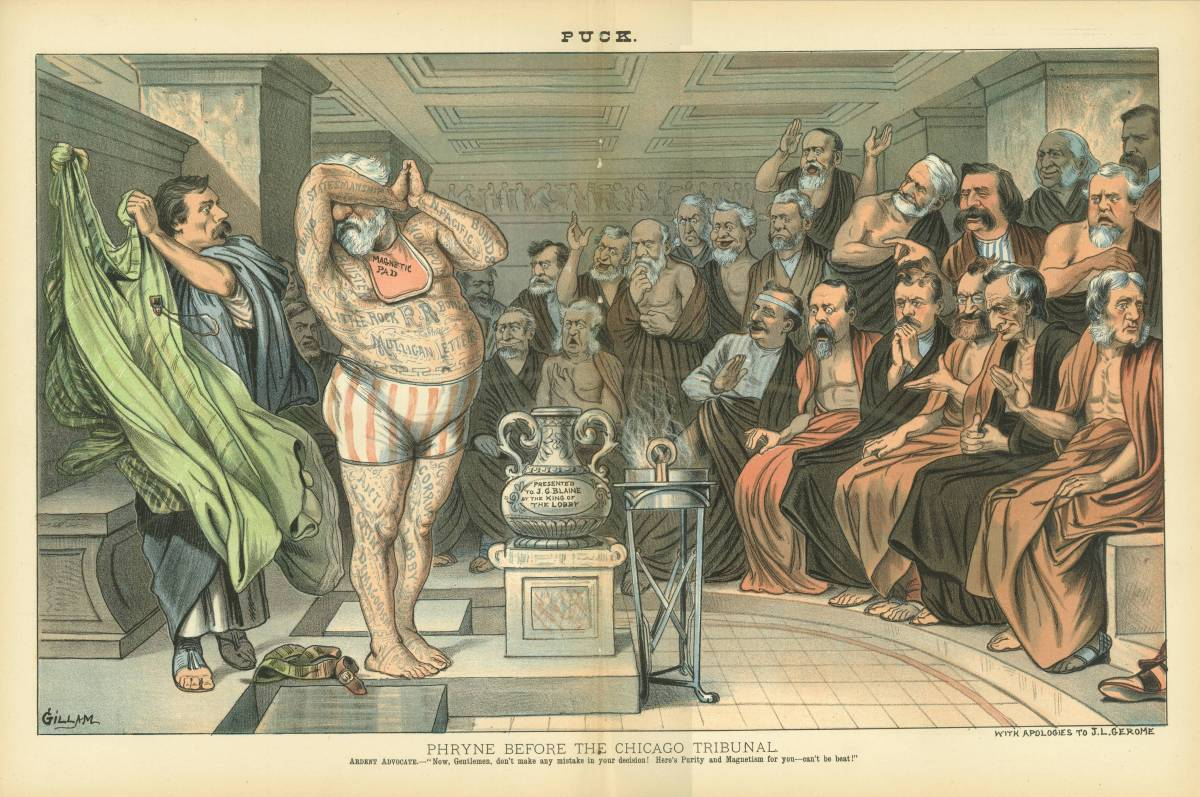
Фріна перед чиказьким трибуналом

Картина Жерома стала джерелом натхнення для одного значного політичного шаржу в історії США. 4 червня 1884 року в американському сатиричному журналі «Puck» з'явилася карикатура авторства Бернара Гілліама (Bernhard Gillam) під назвою «Фріна перед чиказьким трибуналом». Карикатура була присвячена Республіканському національному з'їзду, що проходив в ті дні в Чикаго: на ньому обирався єдиний партійний претендент на пост президента США. На цьому малюнку показано, як редактор журналу Вайтлоу Рейд (Whitelaw Reid) зриває одяг з татуйованого Джеймса Блейна зі словами: «А тепер, панове, не помиліться у своєму виборі. Чистота і магнетизм для вас — їх не можна перемогти!» (англ. Now, Gentlemen, do not make any mistake in your decision! Purity and Magnetism for you — can not be beat). Треба відзначити, що вибори 1884 року Блейн — кандидат від республіканців — програв.